# 横内城
横内城（よこうちじょう）は、青森県青森市横内字亀井にあった日本の城。現在は跡地に常福院が建てられている。別名鏡城・堤城とも言われる。

## 概要
現在の本丸部分からは横内城は東西80m、南北160mの平城であったと推測される。比高は8mと言われる。円形であったといわれるが、現在はっきりしている範囲では楕円形である。ただし、二の丸、三の丸があったとも言われ、それを含めると東西167mに及び、ほぼ円形になるといわれる。現在は堀はほぼ空堀となっているが、かつては横内川に面した崖になっている東側を除き水堀が存在した。南北の堀は幅10mから15m、深さ7mから8mである。西側の堀は幅8m、深さ2mであるが、これは合子沢川が天然の堀をなしていたため、それほど深い堀は不要と考えられたためであると考えられている。遺跡の発掘がさほど行われていない上、当時の資料にも曖昧な点が多く、今なお不明な点が多い城郭である。現在横内城本丸と呼ばれているのは常福院のある場所であるが、その場所は城代が置かれた後に盛土がされた痕跡があり、戦国時代当時からそうであったのかははっきりしない。

## 歴史・沿革
- 1498年（明応7年） - 南部信時の四男、南部光康、横内城を築城する。ただし、弘前藩の資料に最初に本拠を置いたのは堤ヶ浦とあるため、いつ城に住むようになったのかは不詳。
- 1585年（天正13年） - 大浦為信、横内城を陥落させる。その後、外ヶ浜横内城番十人衆を置いた。
- 1861年（万延2年） - 常福院に百万遍の石塔が建てられる。